# Алту-Арагуая (микрорегион)

Алту-Арагуая на карте.

Алту-Арагуая (порт. Microrregião do Alto Araguaia) — микрорегион в Бразилии, входит в штат Мату-Гросу. Составная часть мезорегиона Юго-запад штата Мату-Гроссу. Население составляет 34 066	человек (на 2010 год). Площадь — 10 679,076	км². Плотность населения — 3,19	чел./км².

## Демография
Согласно сведениям, собранным в ходе переписи 2010 г. Национальным институтом географии и статистики (IBGE), население микрорегиона составляет:
| Полное население                             | Полное население                             | Полное население                             | Полное население                             | 34 066 |
| -------------------------------------------- | -------------------------------------------- | -------------------------------------------- | -------------------------------------------- | ------ |
| в том числе:                                 | Городское население                          | 30 599                                       | Процент городского населения, %              | 89,82  |
|                                              | Сельское население                           | 3467                                         | Процент сельского населения, %               | 10,18  |
|                                              | Мужское население                            | 17 726                                       | Процент мужского населения, %                | 52,03  |
|                                              | Женское население                            | 16 340                                       | Процент женского населения, %                | 47,97  |
| Плотность населения, чел/км²                 | Плотность населения, чел/км²                 | Плотность населения, чел/км²                 | Плотность населения, чел/км²                 | 3,19   |
| Население микрорегиона в % к населению штата | Население микрорегиона в % к населению штата | Население микрорегиона в % к населению штата | Население микрорегиона в % к населению штата | 1,12   |

## Состав микрорегиона
В составе микрорегиона включены следующие муниципалитеты:
1. Алту-Арагуая
2. Алту-Гарсас
3. Алту-Такуари